# Georg Kniestädt
Georg Kniestädt (international oft als Georg Kniestedt angesprochen, * 20. Juni 1895 in Berlin; † 4. Juni 1948 ebenda) war ein deutscher Violinist.

## Leben und Werk
Alexander Fritz Georg Kniestädt wurde 1895 in Berlin geboren. Er studierte dort von 1909 bis 1914 Geige bei Willy Nicking am Stern’schen Konservatorium. Er wurde mit der Gustav-Hollaender-Medaille für besonders begabte Schüler dieses Instituts ausgezeichnet.
Im Oktober 1912 wurde er im Alter von 17 Jahren für mehr als 30 Jahre Mitglied des Orchesters der Berliner Hofoper (später Staatsoper). Ab 1924 wirkte er dort als Konzertmeister. Bis 1926 war Kniestädt 2. Violinist des Havemann-Quartetts (Gustav Havemann, 1. Violine; Hans Mahlke, Viola; Hermann Hopf, Violoncello). Mit diesem Quartett trug er auch avantgardistische Musik vor. Beispielsweise lernte Alban Berg diese vier Musiker 1923 anlässlich der Aufführung seines Streichquartettes beim Salzburger Kammermusikfest kennen und äußerte sich höchst zufrieden mit der Werkinterpretation aller vier beteiligten Tonkünstler. Von 1932 bis 1944 unterhielt Kniestädt ein eigenes Quartett. Gleichzeitig war er Leiter der „Kammermusik-Vereinigung der Berliner Staatsoper“. Kniestädt trat als Orchesterleiter auch unter dem Pseudonym Giorgio Amato auf.
Im Sommer 1934 fragte die japanische Botschaft in Berlin Georg Kniestädt inoffiziell an, „ob er geneigt wäre, einen Ruf an die Musikakademie Tokyo anzunehmen.“ Sie gab dabei zu erkennen, dass auf japanischer Seite darauf Wert gelegt werde, einen „deutschen arischen Künstler“ zu gewinnen. Das deutsche Propagandaministerium legte Kniestädt die Annahme dieses Rufes im Sinne „der Bestrebungen auf dem Gebiete der Kulturpropaganda“ explizit nahe.
Georg Kniestädt wurde auf Empfehlung des Senates und der Abteilung Musik der Preußischen Akademie der Künste am 20. April 1937 von Adolf Hitler der Professorentitel verliehen. Zum 1. Mai 1937 trat Kniestädt der NSDAP bei (Mitgliedsnummer 5.851.113). 1938 schloss er sich der SS an (SS-Nummer 309.719) und wurde zum SS-Untersturmführer und Mitglied des persönlichen Stabes des Reichsführers-SS Heinrich Himmler ernannt. 1942 erfolgte seine Beförderung zum SS-Hauptsturmführer.
Als Mitglied einiger nationalsozialistischer Organisationen durfte er nach dem Zweiten Weltkrieg zeitweise nicht öffentlich auftreten.
Georg Kniestädt war seit 1935 mit Gertrud Bergmann (* 1905 in Berlin; † 1989 in Wiesloch), Tochter des Papierfabrikanten Carl Rudolf Bergmann, verheiratet. Er starb 1948 in seiner Geburtsstadt Berlin an den Folgen eines Herzinfarkts.

## Tonträger
Mit Kniestädt als Solisten, Kammermusiker und Dirigenten finden sich zahlreiche Schallplatten der Labels Deutsche Grammophon, Ultraphon, Orchestrola und Clangor/Schallplatten-Volksverband, dazu kommen zumeist unveröffentlichte Rundfunkaufnahmen. Aufnahmen von Giorgio Amato mit seinem (Salon)-Orchester finden sich 1929/30 auf Orchestrola.